# Андервуд, Дуэйн
Дуэйн Ли Андервуд-младший (англ. Duane Lee Underwood Jr., 20 июля 1994, Роли, Северная Каролина) — американский бейсболист, питчер клуба Главной лиги бейсбола «Питтсбург Пайрэтс».

## Карьера
Дуэйн Андервуд родился 20 июля 1994 года в Роли в Северной Каролине. Школу он окончил в Мариетте. На драфте Главной лиги бейсбола 2012 года Чикаго Кабс выбрали Андервуда во втором раунде.
В сезоне 2013 года Дуэйн играл в Северо-Западной лиге в составе «Бойсе Хокс», был включён в состав команды на День открытия чемпионата. В 2014 году его перевели в команду Лиги Среднего запада «Кейн Каунти Кугарс», за которую Андервуд провёл 100,2 иннинга в роли стартового питчера с показателем пропускаемости 2,50. Чемпионат 2015 года он провёл на уровне A-лиги, где одержал шесть побед при трёх поражениях с пропускаемостью 2,58. Значительную его часть Дуэйн пропустил из-за воспаления локтевого сустава. Сезон 2016 года он начинал четвёртым в рейтинге проспектов «Кабс» по версии журнала Baseball America. Его перевели на уровень AA-лиги в команду Теннесси Смоукиз, где Андервуд проиграл пять матчей с показателем ERA 4,91. Кроме того, заметно выросло число допускаемых им уоков — 4,8 в среднем на 9 иннингов.
Игровые проблемы Дуэйна на уровне AA-лиги сохранились и в 2017 году. Он сыграл рекордные для себя 24 матча стартовым питчером, провёл на поле 138 иннингов. Ему удалось незначительно сократить количество допускаемых уоков, но пропускаемость продолжала оставаться высокой — 4,43. Несмотря на это, весной 2018 года руководство клуба перевело его в AAA-лигу, где Андервуд играл за «Айову Кабс». Главным изменением в его игре стали улучшение механики броска и более точный контроль мяча. При пропускаемости 4,27 он демонстрировал лучшие в карьере показатели по сделанным страйкаутам и допущенным уокам. Также Дуэйн стал проводить на поле больше времени, показывая прогресс в плане выносливости. В июне 2018 года он впервые получил вызов в основной состав команды, дебютировав в Главной лиге бейсбола. Игра против «Лос-Анджелес Доджерс», в которой он провёл на поле четыре иннинга с двумя пропущенными хитами, стала для него единственной в сезоне. Оставшуюся его часть Андервуд провёл в составе «Айовы».
Сезон 2019 года Андервуд начал на уровне AAA-лиге. В мае тренерский штаб команды принял решение о его переводе из стартовой ротации питчеров в буллпен. После этого его показатель пропускаемости сократился с 6,46 до 2,83. В основной состав команды его по ходу сезона вызывали дважды — в августе и сентябре. Дуэйн принял участие в двенадцати играх «Кабс». В 2020 году он сыграл за команду в семнадцати матчах с пропускаемостью 5,66 и одержал одну победу. В начале марта 2021 года Кабс выставили Андервуда на драфт отказов, а спустя несколько дней он был обменян в «Питтсбург Пайрэтс». 